# Indien i olympiska sommarspelen 1984
Indien deltog i de olympiska sommarspelen 1984 med en trupp bestående av 48 deltagare. Ingen av landets deltagare erövrade någon medalj.

## Friidrott
Herrarnas 800 meter
- Charles Borromeo
  - Omgång 1 — 1:51,52 (→ 5:e plats, gick inte vidare)

Herrarnas 20 kilometer gång
- Chand Ram
  - Final — 1:30,06 (→ 22:a plats)

Herrarnas spjutkastning
- Gurtej Singh
  - Kval — 70,08m (→ gick inte vidare, 25:e plats)

Damernas 800 meter
- Shiny Abraham
  - Omgång 1 — 2:04,69
  - Semifinal — 2:05,42 (→ gick inte vidare, 16:e plats)

Damernas 3 000 meter
- Geeta Zutshi
  - Heat — 9.40,63 (→ gick inte vidare)

Damernas 400 meter häck
- P. T. Usha
  - Omgång 1 — 56,81
  - Semifinal — 55,54
  - Final — 55,42 (→ 4:e plats)

- M. D. Valsamma
  - Round 1 — 1:00,03 (→ gick inte vidare)

Damernas 4 x 400 meter stafett
- - Omgång 1    : 4th, 3:33,85 (M. D. Valsamma, Vandana Rao, Shiny Abraham, P. T. Usha)
  - Final      : 7th, 3:32,49 (M. D. Valsamma, Vandana Rao, Shiny Abraham, P. T. Usha)

## Landhockey
Herrar
Gruppspel
| Lag          | Poäng | Spelade | W | D | L | GF | GA | GD  |
| ------------ | ----- | ------- | - | - | - | -- | -- | --- |
| Australien   | 10    | 5       | 5 | 0 | 0 | 17 | 4  | +13 |
| Västtyskland | 7     | 5       | 3 | 1 | 1 | 12 | 4  | +8  |
| Indien       | 7     | 5       | 3 | 1 | 1 | 14 | 9  | +5  |
| Spanien      | 4     | 5       | 2 | 3 | 0 | 11 | 12 | −1  |
| Malaysia     | 2     | 5       | 1 | 4 | 0 | 6  | 17 | −11 |
| USA          | 0     | 5       | 0 | 5 | 0 | 4  | 18 | −14 |

     Kvalificerade till semifinal